# ГЕС Лейк-Шелан
ГЕС Лейк-Шелан — гідроелектростанція у штаті Вашингтон (Сполучені Штати Америки). Використовує ресурс із річки Шелан, правої притоки Колумбії (має устя на узбережжі Тихого океану на межі штатів Вашингтон та Орегон).
У 1903 році на виході річки із великого природного озера Шелан спорудили першу греблю, призначену для виробітки електроенергії. За два десятиліття проект викупив новий власник, який використав перепад висот між озером та устям річки для спорудження більш потужної гідроенергетичної схеми. Для цього звели нову бетонну гравітаційну греблю висотою 12 метрів та довжиною 149 метрів. Вона регулює рівень у озері, яке витягнулось на 81 км та має об'єм 19,5 млрд м3, з яких 836 млн м3 відносяться до корисного об'єму (коливання рівня поверхні між позначками 329 та 335 метрів НРМ).
Зі сховища через правобережний масив проклали дериваційний тунель довжиною 3,5 км, який з'єднаний з надземним вирівнювальним резервуаром висотою 38 метрів. Основне обладнання станції становлять дві турбіни потужністю по 29,6 МВт, котрі використовують напір у 107 метрів.
Відпрацьована вода повертається до річки по відвідному каналу довжиною біля 0,5 км, який завершується за сотню метрів вище від устя Шелан.